# Juri Michailowitsch Iljassow
Juri Michailowitsch Iljassow (russisch Юрий Михайлович Илясов, engl. Transkription Yuriy Ilyasov; * 13. November 1926 in Leningrad; † 26. Dezember 2005 in Sankt Petersburg) war ein sowjetischer Hochspringer.
1949 siegte er bei den Weltfestspielen der Jugend und Studenten. Bei den Leichtathletik-Europameisterschaften 1950 in Brüssel kam er auf den achten und bei den Olympischen Spielen 1952 in Helsinki auf den 13. Platz. Bei den Weltfestspielen der Jugend und Studenten 1953 gewann er Bronze.
1948, 1949 und 1953 wurde er Sowjetischer Meister.
Iljassow kämpfte als Soldat im Deutsch-Sowjetischen Krieg und wurde mit der Medaille „Für Verdienste im Kampf“ ausgezeichnet.

## Persönliche Bestleistungen
- 1,998 m, 24. Oktober 1948, Breslau
  - Halle: 2,00 m, 8. November 1949, Leningrad